# Königsdorfer Tunnel
Der Königsdorfer Tunnel oder auch Horremer Tunnel war ein 1623 m langer Eisenbahntunnel auf der Stammstrecke der Rheinischen Eisenbahn-Gesellschaft. Er lag zwischen Königsdorf und Horrem an der heutigen Eisenbahnstrecke Köln–Aachen unter dem Höhenzug der Ville. Der Tunnel hatte eine maximale Überdeckung von 35 m. Beim Beginn seiner Errichtung war er der längste Eisenbahntunnel Europas, der bald darauf begonnenen Box Tunnel in England war jedoch noch länger und wurde kurz vor dem Königsdorfer Tunnel fertig. Im August 1954 wurde mit der Abtragung des Tunnels begonnen, die im Dezember 1955 beendet war. Die Züge fahren nun durch einen etwa 30 m tiefen und schnurgeraden Einschnitt, der die Lage des ehemaligen Tunnels markiert. Außerdem ist nördlich der Gleise bei Streckenkilometer 14,8 ein kleiner Rest des historischen Tunnelportals erhalten.

## Bau

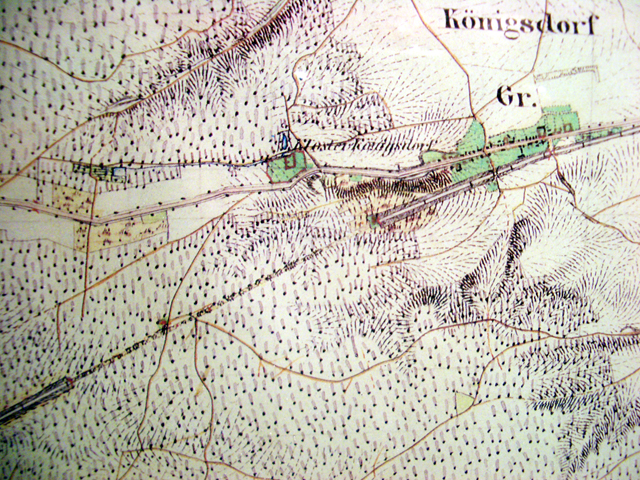
Historische Karte von 1845

Der Königsdorfer Tunnel wurde von 1837 bis 1841 in Kernbauweise errichtet. Dabei wurden zunächst als Raum für die Widerlager an den späteren Tunnelseiten zwei kleinere, voneinander getrennte und nur durch einzelne Querstollen verbundene Sohlstollen errichtet, in der Tunnelmitte dagegen ein Kern stehen gelassen. Auf diesen massiven Erdkern wurden die Erweiterungen in Richtung Tunnelmitte abgestützt. Erst nach Fertigstellung der Konstruktion wurde der Kern ausgeräumt. Die erfolgreiche Anwendung der Kernbauweise am Königsdorfer Tunnel verhalf jener zum Durchbruch; später wurde sie auch als deutsche Tunnelbauweise bekannt.
Der Königsdorfer Tunnel bestand aus drei nicht ineinander verschachtelten Ziegelsteinringen. Die Backsteine wurden von der Rheinischen Eisenbahn-Gesellschaft selbst hergestellt. Zur Beschleunigung des Tunnelbaus wurden Schächte an die Oberfläche angelegt, die nach Fertigstellung des Tunnels die Abgase der Dampflokomotiven abführten. Dazu wurden über den Schächten 35 Meter hohe Schornsteine mit einem Durchmesser von zwei Metern angelegt.
Am Bau des Königsdorfer Tunnels waren bis zu 2000 Arbeiter beschäftigt, die sämtliche Tätigkeiten in mühsamer Handarbeit erledigen mussten. Am 1. September 1841 erfolgte die Inbetriebnahme des Tunnels, dieses Datum markiert auch die Fertigstellung der Gesamtstrecke.

## Abbruch

Abbruch des Tunnels bei Königsdorf

In den Jahren 1954 und 1955 erfolgte die Abtragung des Königsdorfer Tunnels. Zuvor hatten aggressives Bergwasser und Abgase der Dampflokomotiven das Mauerwerk des Tunnels geschädigt. 1932 wurden Ausbesserungen mittels Torkret vorgenommen; 1937 begann die Sanierung des Tunnels. Wegen des Zweiten Weltkriegs wurde sie nie beendet. Um den Tunnel, der nicht genau gerade gemauert war, zu begradigen, wurden jedoch Ausspitzungen am Gewölbemauerwerk vorgenommen, die in den Folgejahren die Standsicherheit stark reduzierten.
Im Februar 1954 platzten nach einem frostreichen Winter Teile des Mauerwerks ab und ragten in das Lichtraumprofil. Da dieser Vorgang anhielt, ließ die Bundesbahn in der Tunnelmitte ein drittes Gleis montieren, welches über vormontierte Weichen an den Tunnelenden angeschlossen war. Bei unmittelbarer Gefahr sollte auf eingleisigen Betrieb umgestellt und der an den Seiten gewonnene Platz zur Errichtung von abstützenden Gerüsten verwendet werden. Um die Kapazität der Bahnstrecke zu erhalten, wurde der zweigleisige Betrieb zunächst mit einer Geschwindigkeitsbegrenzung von 30 km/h aufrechterhalten. Ab dem 22. März galt sogar eine zulässige Höchstgeschwindigkeit von 10 km/h. Zugverspätungen und Umleitungen über die Bahnstrecke Rheydt–Köln-Ehrenfeld oder über die Eifelstrecke und die Bördebahn waren die Folge.
Da sich die Elektrifizierung der Bahnstrecke Köln–Aachen in Planung befand, wäre bei einer Sanierung des Tunnels eine Verbreiterung des Lichtraumprofils nötig geworden. Aufgrund dieses Aufwandes erwies es sich als günstiger, den Tunnel abzutragen. Die Arbeiten begannen am 6. August 1954 am Ostportal des Tunnels. Auf drei Ebenen wurde Erdreich mit Eimerkettenbaggern abgetragen und mit quer zum Gleis installierten Übergabebändern auf eine entlang des Tunnels verlaufende Bandstraße geladen. Diese Bandstraße führte zur nahegelegenen Grube Fischbach der Horremer Brikettfabrik, wo sich ein zu verfüllendes Loch befand. Insgesamt wurden vier Millionen Kubikmeter Erde abgetragen. Während der Rückbauarbeiten fuhren in den Abtragungspausen weiterhin Züge durch den verbleibenden, mit einer Einrüstung gegen herabfallende Teile geschützten Rest-Tunnel. Am 16. Dezember 1955 war der Abbruch des Königsdorfer Tunnels beendet. Vom Tunnel als einem Bodendenkmal wurde nur noch ein Teil des östlichen Portals stehen gelassen, das allerdings je nach Entwicklung der Vegetation an dieser Stelle von der Strecke aus nicht immer erkennbar ist.

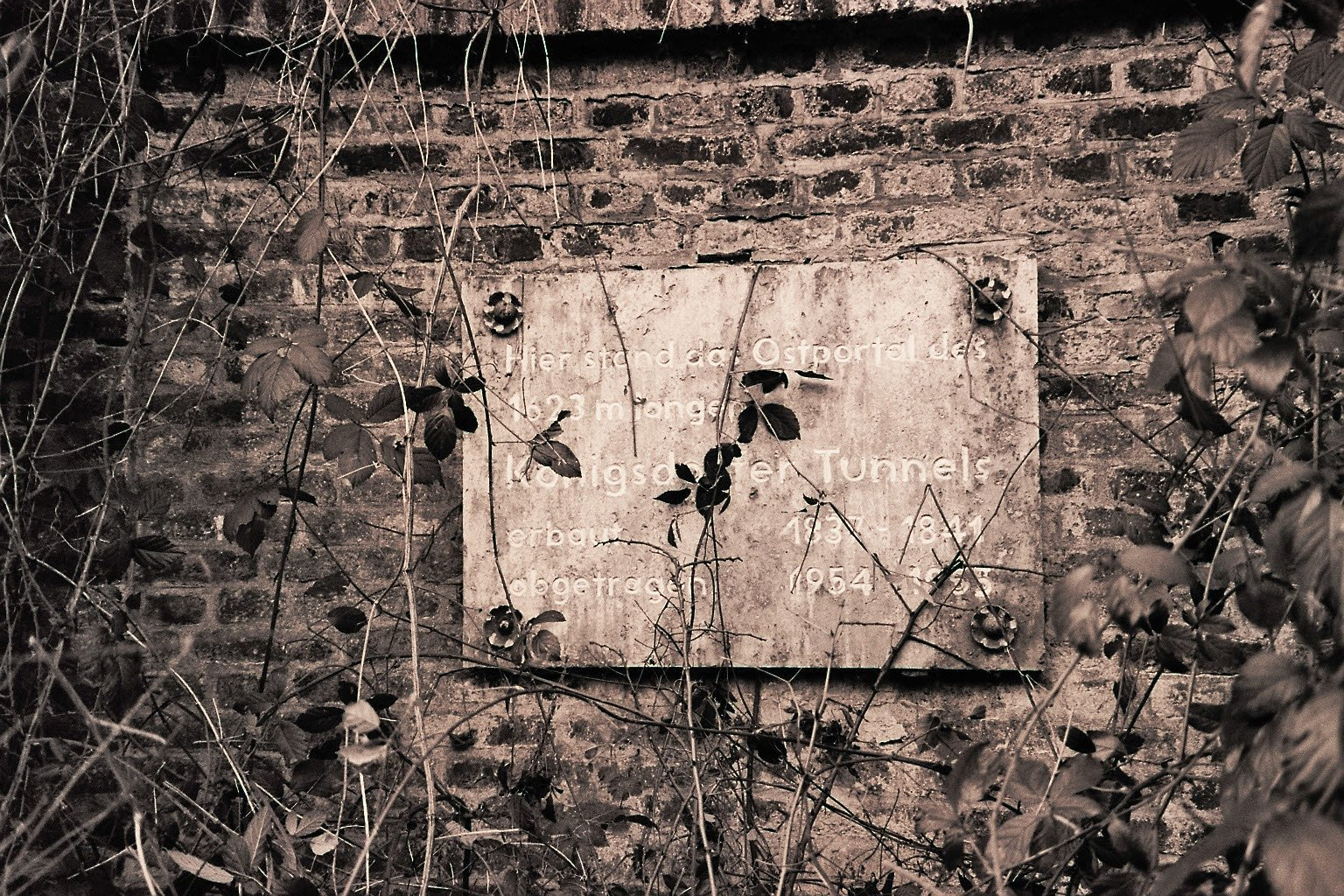
Gedenktafel am ehemaligen Ostportal des Königsdorfer Tunnels

Über den entstandenen Einschnitt wurde die Horremer Brücke für die Nord-Süd-Bahn gebaut, welche dem Energieerzeuger Rheinbraun (heute RWE Power) als Versorgungsbahn zwischen Kraftwerken, Tagebauen und Veredelungsbetrieben dient. Mit dem Bau der Brücke wurde bereits vor Abtragen des Königsdorfer Tunnels begonnen. 
Am 27. Mai 1983 kam es im Bereich des Tunneleinschnitts an einer mangelhaft gepflegten Böschung nach lang anhaltenden, starken Regenfällen zu einem Erdrutsch, welcher zu einer Verschlammung der Gleise führte und einen Schnellzug entgleisen ließ. Dabei kamen sieben Menschen zu Tode. Gerüchte hielten sich, der Böschungsrutsch sei auf umfangreiche Ausschwemmungen auf einem Privatgrundstück zurückzuführen.
Die zunächst zweigleisige Strecke innerhalb des Einschnitts wurde im Jahr 2002 auf vier Gleise ausgebaut. Hierzu wurden Spundwände an den Seiten der Bahnstrecke angebracht.